# Chimale, Sagar
Chimale là một làng thuộc tehsil Sagar, huyện Shimoga, bang Karnataka, Ấn Độ.